# Unleashed in the East
Unleashed in the East (englisch für „Im Osten freigelassen“) ist das erste Livealbum der britischen Metal-Band Judas Priest. Es erschien im Oktober 1979 bei Columbia Records. In Japan erschien es unter dem Titel Priest in the East (イン・ジ・イースト).

## Entstehung
Unleashed in the East ist das erste Livealbum von Judas Priest, außerdem das erste Album, das von Tom Allom produziert wurde. Dieser produzierte ab dann bis 1988 alle Alben der Band, einschließlich Ram it Down. Die Aufnahmen zu Unleashed in the East wurden bei Auftritten am 10. Februar 1979 im Nakao Sun Plaza in Tokio und am 15. Februar 1979 in der Kosei Nenkin Hall in Nakano, Japan mitgeschnitten. Sie entstanden während einer Judas Priest-Kurztour durch Japan, die nur vier Auftritte in fünf Tagen umfasste. Die Endproduktion wurde in Ringo Starrs Startling Studios in Tittenhurst Park in England, vorgenommen. Die Plattenfirma Columbia / CBS wollte ursprünglich lediglich eine Platte für den Fernost-Markt produzieren. Das Ergebnis der Produktion führte jedoch zu der Entscheidung, die Platte weltweit herauszugeben. Für den japanischen Markt erschien sie unter dem Titel Priest in the East, zusammen mit einer nur dort erhältlichen EP mit vier Bonustiteln. Im März 1980 erschien mit Living After Midnight eine 7″/12″, die Appetit auf das neue Studioalbum British Steel machen sollte.
Nur auf der B-Seite der 12"/Maxi Version befinden sich zwei weitere Songs von den Aufnahmen aus Japan, die hier exklusiv stehen, denn Delivering the Goods ist eine andere Version als auf der Japan-Bonus 7″, während Rock Forever und Hell Bent for Leather auf der japanischen bzw. auf der englischen Bonus 7″ identisch sind. Somit sind 16 Songs der Aufnahmen für die Unleashed in the East LP offiziell erhältlich.
Es sollte das letzte Album mit dem Schlagzeuger Les Binks sein. Er geriet mit dem Manager der Band in Streit, da dieser ihn für die Mitwirkung am Livealbum nicht bezahlen wollte.

## Musikstil
Auf dem Album wurden Lieder der davor erschienenen Alben als Liveaufnahmen veröffentlicht. Die Produktion deutete hier schon die Zuwendung der Band zu einem modernen Stil an, die mit dem 1980 erschienenen Album British Steel endgültig vollzogen wurde. Unleashed in the East zeigte schon Anzeichen dieser Entwicklung, obwohl es aus älteren Liedern besteht.

## Authentizität der Aufnahme
Hartnäckige Gerüchte bezweifelten schon früh, dass Unleashed in the East tatsächlich eine echte Live-Aufnahme sei. So wurde angedeutet, dass die meisten Gesangsaufnahmen von Rob Halford nachträglich im Studio mittels Overdubbing eingefügt wurden. Auch einige oder alle Gitarrenspuren seien nachträglich im Studio aufgenommen worden, womit Unleashed in the East die Bezeichnung „Livealbum“ eigentlich nicht mehr verdiene. Es wurde sogar in Umlauf gesetzt, das gesamte Album sei im Studio aufgenommen und die Hintergrundgeräusche der Halle und der Fans mittels Studiotechnik und Archivaufnahmen eingefügt worden, um den Eindruck einer Liveaufnahme zu erwecken. Das Album wurde daher in Musikkreisen von Spöttern zu Unleashed in the Studio („entfesselt im Studio“) umgetauft. Dieses Gerücht sowie der Spottname sind bis heute verbreitet. Laut sputnikmusic.com ist es „fast unüberhörbar, dass Halfords Gesang im Studio overdubbed wurde…“.
Die Band hat diese Gerüchte nachdrücklich bestritten, Tipton räumte jedoch ein, dass Gesangsspuren „nachbearbeitet“ worden seien, um einige Mängel zu beseitigen, die durch einen grippalen Infekt Halfords entstanden seien:

„Rob litt an einer Grippe und Heiserkeit […] Bei der Rückkehr […] nach England wurden einige Overdubs erforderlich, um die Aufnahmen abzuschliessen. Laut Glenn Tipton wurden einige Gesangspassagen nachbearbeitet …“

Deutlich hören kann man Halfords Erkältung auf der B-Seite der Living After Midnight 12″ bei der Ankündigung des Titels Evil Fantasies, was für die Aussage Tiptons spricht. Auch seien „ein paar“ Gitarrenspuren nachgebessert worden. Tipton wies darauf hin, dass praktisch alle Liveaufnahmen in Studios nachbearbeitet würden.
Auch Produzent Tom Allom widersprach den Gerüchten und verwies insbesondere auf die ungenügende Kanaltrennung des live aufgezeichneten Materials, die ein umfangreiches Overdubben überhaupt nicht ermöglicht hätte.
Rob Halford erinnert sich in seiner Autobiografie Ich bekenne, dass er bei der Aufzeichnung in Tokio völlig übermüdet durch den Jetlag war und die hohen Töne nicht traf. Die Entscheidung, die Vocals komplett neu einzusingen, traf er, als sich die Band in Ringo Starrs Studio in Tittenhurst Park den ersten Mix von Tom Allom anhörte.
Das Foto des Albumcovers ist gestellt. Halford ist absichtlich so positioniert worden, dass er den leeren Schlagzeughocker verdeckt, da Schlagzeuger Les Binks zu diesem Zeitpunkt die Band bereits verlassen hatte. Er wurde später durch Dave Holland ersetzt, der von der Band Trapeze kam.

## Motorrad
Auf der Coverrückseite des Albums posiert Rob Halford auf einem Motorrad (vermutlich Marke Harley-Davidson). Dieses wurde zu seiner festen Requisite und von da an bei der Mehrzahl der Liveauftritte eingesetzt. Auch auf dem Soloalbum Resurrection (erschienen 2000) posiert der Sänger sowohl auf dem Cover als auch im Booklet auf einer solchen Maschine.

## Titelliste
1. Exciter – 5:38 (Halford, Tipton)
2. Running Wild – 2:53 (Tipton)
3. Sinner – 7:31 (Halford, Tipton)
4. The Ripper – 2:44 (Tipton)
5. The Green Manalishi (With the Two Pronged Crown) – 3:16 (Cover von Peter Green)
6. Diamonds And Rust – 3:30 (Cover von Joan Baez)
7. Victim of Changes – 7:12 (Halford, Tipton, Downing, Alan Atkins)
8. Genocide – 7:19 (Halford, Tipton, Downing)
9. Tyrant – 4:32 (Halford, Tipton)

Die britische Erstauflage (25.000 Stück) enthielt zusätzlich folgendes Bonusmaterial in Form einer Single:
1. Rock Forever – 3:25 (Halford, Downing, Tipton)
2. Hell Bent for Leather – 2:39 (Tipton)
3. Beyond the Realms of Death – 7:20 (Binks, Halford)

Limitierte Living After Midnight 7"/12" mit Livematerial von der Japan Tour:
1. Living After Midnight – 3:30 (Tipton, Halford, Downing | von der British Steel LP)
2. Delivering the Goods – 4:04 (Tipton, Halford, Downing | Live/auf Single und Maxi-Version)
3. Evil Fantasies – 4:29 (Tipton, Halford, Downing | Live/nur auf der Maxi-Version)

Die Bonus-7’’ der japanischen Veröffentlichung enthielt folgende Tracks, die auch auf der 2001 als Remaster-CD erschienene Ausgabe enthalten sind:
1. Rock Forever – 3:27 (Halford, Downing, Tipton)
2. Delivering the Goods – 4:07 (Halford, Downing, Tipton)
3. Hell Bent for Leather – 2:40 (Tipton)
4. Starbreaker – 6:00 (Halford, Downing, Tipton)

## Erfolg
Unleashed in the East erreichte sowohl in Deutschland als auch in den Vereinigten Staaten eine Chartplatzierung in den Top 100. In Großbritannien erreichte es Platz 11. Es wurde am 10. November 1989 mit einer Platin-Schallplatte in den Vereinigten Staaten ausgezeichnet.
| ChartsChartplatzierungen       | Höchstplatzierung | Wochen |
| ------------------------------ | ----------------- | ------ |
| Deutschland (GfK)              | 71 (1 Wo.)        | 1      |
| Vereinigtes Königreich (OCC)   | 11 (7 Wo.)        | 7      |
| Vereinigte Staaten (Billboard) | 70 (11 Wo.)       | 11     |

| Land/Region               | Auszeichnungen für Musikverkäufe (Land/Region, Auszeichnung, Verkäufe) | Verkäufe  |
| ------------------------- | ---------------------------------------------------------------------- | --------- |
| Vereinigte Staaten (RIAA) | Platin                                                                 | 1.000.000 |
| Insgesamt                 | 1× Platin ·                                                            | 1.000.000 |